# Review of U.S. Troops, Fort Leavenworth
Review of U.S. Troops, Fort Leavenworth è un cortometraggio muto del 1910. Il nome del regista non viene riportato nei credit.

## Produzione
Il film fu prodotto dalla Essanay Film Manufacturing Company. Le riprese vennero effettuate a Fort Leavenworth, nel Kansas. Nel 1827, la località in cui sorge il forte venne scelta dal colonnello Henry Leavenworth come base avanzata per proteggere la Santa Fe Railway.

## Distribuzione
Distribuito dall'Essanay, il film - un cortometraggio di una bobina - uscì nelle sale cinematografiche USA il 15 gennaio 1910.